# Concile d'Avignon (1288)
Pour les articles homonymes, voir Concile d'Avignon.
En 1288, se tient le concile d’Avignon.